# Kernkraftwerk Diablo Canyon
Das Kernkraftwerk Diablo Canyon (engl. Diablo Canyon Nuclear Power Plant) mit zwei Westinghouse-Druckwasserreaktoren der 1.100-Megawatt-Klasse liegt im San Luis Obispo County im US-Bundesstaat Kalifornien, an der Pazifikküste zwischen Los Angeles und San Francisco. Seit der Stilllegung von San Onofre 2013 ist es das letzte verbliebene im Betrieb befindliche Kernkraftwerk Kaliforniens. 

## Geschichte

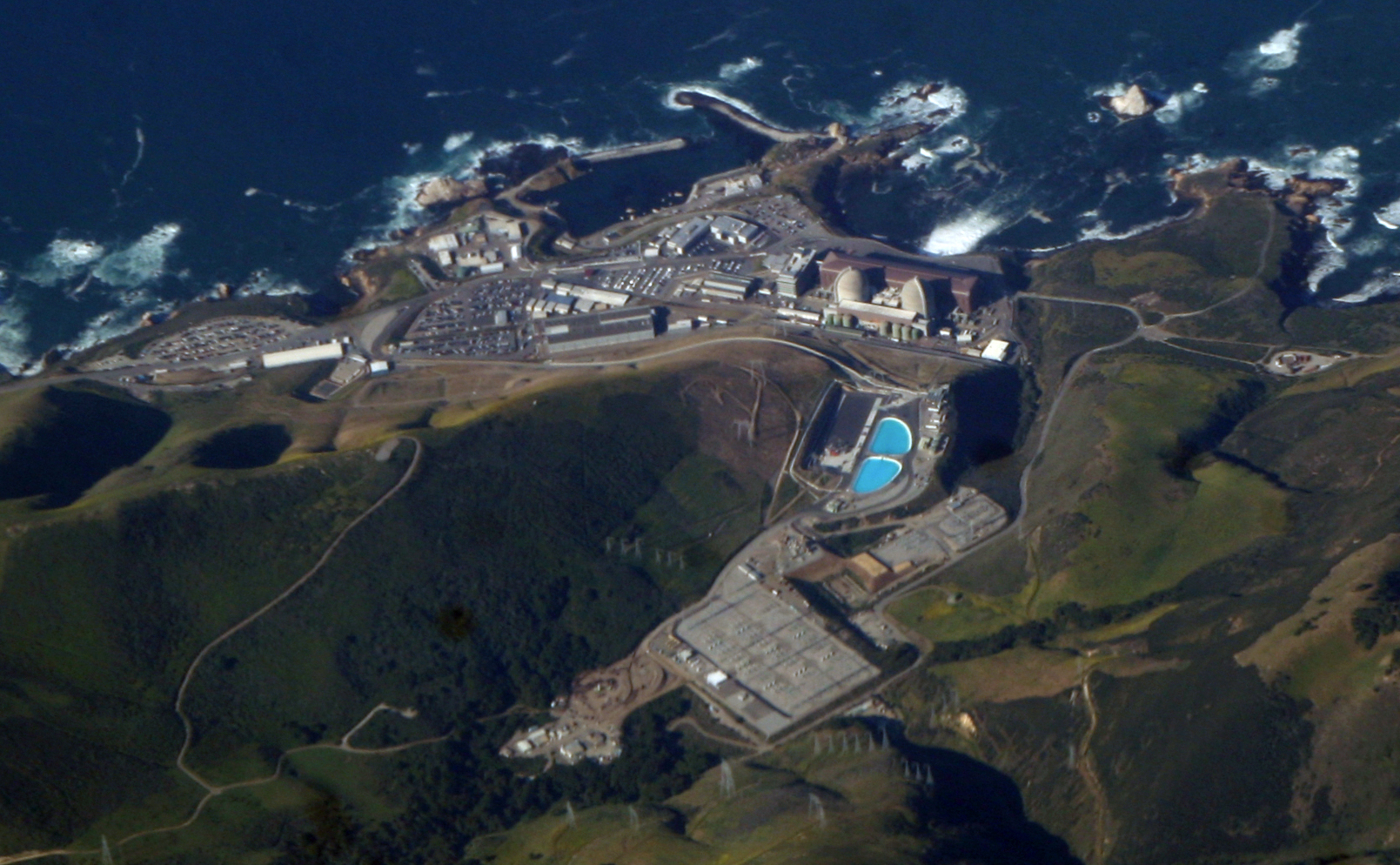
Luftaufnahme aus östlicher Richtung

Der Bau des Kraftwerks begann am 23. April 1968, betrieben wird es von Pacific Gas and Electric.
Da das Kernkraftwerk sein Kühlwasser direkt aus dem Pazifik bezieht, war es nicht nötig Kühltürme zu errichten.

### Block 1
Block 1 ist ein Druckwasserreaktor von Westinghouse. Der Reaktor hat eine nominelle elektrische Nettoleistung von 1.122 Megawatt und wurde am 11. November 1984 in Betrieb genommen. 2011 produzierte der Block 9.917 GWh elektrische Energie, was einem Jahresnutzungsgrad von 100,9 % entspricht.

### Block 2
Block 2 ist auch ein Druckwasserreaktor von Westinghouse. Der Reaktor hat eine elektrische Nettoleistung von 1.118 Megawatt und wurde am 20. Oktober 1985 in Betrieb genommen. 2011 produzierte der Block 8.752 GWh elektrische Energie, was einem Jahresnutzungsgrad von 89,4 % entspricht.

### Geplante Stilllegung und Laufzeitverlängerung
Die komplette Stilllegung des Kraftwerks (Block 1 und Block 2) war ursprünglich für das Jahr 2025 geplant. Ein im Jahr 2009 gestellter und bis 2015 bereits recht weit fortgeschrittener Antrag auf Laufzeitverlängerung wurde vom Betreiber am 7. März 2018 zurückgezogen. Dieses hatte vor allem wirtschaftliche Gründe. Inzwischen veränderte ökonomische Randbedingungen führten zu einem erneuten Umdenken. Im September 2022 stimmten der Senat und das Repräsentantenhaus Kaliforniens für die Option auf eine Laufzeitverlängerung beider Blöcke bis 2030. Im Oktober 2022 stellte PG&E bei der NRC einen Ausnahmeantrag auf Laufzeitverlängerung bis 2030. Im März 2023 entschied die NRC, dass der Betreiber hierfür bis spätestens 31. Dezember 2023 einen erneuten Antrag auf Lizenzverlängerung (Licence Renewal) einzureichen hat, dem kam der Betreiber am 7. November 2023 nach.

## Öffentliche Opposition und Anti-Atomkraftbewegung
Diablo Canyon wurde trotz rechtlicher Anfechtungen in Betrieb genommen. Pacific Gas and Electric musste zuvor über sechs Jahre lang Anhörungen, Referenden und rechtliche Schritte überstehen, bevor die Anlage genehmigt wurde. Der Hauptkritikpunkt war die Besorgnis über eine mangelnde Erdbebensicherheit des Kernkraftwerks. Zur Zeit des Baubeginns im Jahr 1968 hielt man die Erdbebensicherheit für ausreichend, aber zum Zeitpunkt der Fertigstellung im Jahre 1973 hatte man eine Erdbebenspalte ungefähr drei Kilometer entfernt im Meer entdeckt. Darauf reagierte das Unternehmen, indem es die Statik der Anlage verbesserte.
Am 7. August 1977 gab es die ersten Proteste vor dem Kernkraftwerk mit ca. 1500 Teilnehmern. Im August 1978 fand eine Demonstration von etwa 5000 Atomkraftgegnern statt, von denen 487 wegen Betretens des Geländes verhaftet wurden.
Nach dem Unfall im Kernkraftwerk Three Mile Island, Harrisburg, Pennsylvania, im März 1979 verstärkten sich die Proteste. Im April 1979 demonstrierten in San Francisco rund 25.000 Teilnehmer gegen Diablo Canyon. Am 30. Juni 1979 schließlich fand eine Groß-Kundgebung mit etwa 40.000 Teilnehmern in San Luis Obispo statt, um gegen die Inbetriebnahme zu protestieren. Neben bekannten Personen der Öffentlichkeit wie den Sängern Jackson Browne, Graham Nash und Peter Yarrow und dem Journalisten Daniel Ellsberg trat auch der damalige Gouverneur von Kalifornien, Jerry Brown (von 2011 bis 2019 wieder im Amt), auf. Er bezog sehr eindeutig Position gegen Kernkraftwerke im Allgemeinen und die Inbetriebnahme von Diablo Canyon im Besonderen. Die Proteste wurden kalifornienweit von der Abalone Alliance organisiert, die ein Büro in San Luis Obispo unterhielt.
Am 10. September 1981 kam es schließlich zu einem gewaltfreien Besetzungsversuch. Von den rund 30.000 Unterstützern wurden 1960 verhaftet.

## Daten der Reaktorblöcke
Das Kernkraftwerk Diablo Canyon hat zwei Blöcke:
| Reaktorblock    | Reaktortyp         | Netto- leistung | Brutto- leistung | Baubeginn  | Netzsyn- chronisation | Kommer- zieller Betrieb | Abschaltung  |
| --------------- | ------------------ | --------------- | ---------------- | ---------- | --------------------- | ----------------------- | ------------ |
| Diablo Canyon-1 | Druckwasserreaktor | 1.122 MW        | 1.136 MW         | 23.04.1968 | 11.11.1984            | 07.05.1985              | 2030 geplant |
| Diablo Canyon-2 | Druckwasserreaktor | 1.118 MW        | 1.164 MW         | 09.12.1970 | 20.10.1985            | 13.03.1986              | 2030 geplant |